# Голобородько Костянтин Йосипович
Костянти́н Йо́сипович Голоборо́дько (11 (23) листопада 1899, Новотягинка, Херсонська губернія, РІ — 16 червня 1973, Станіслав, Херсонська область, УРСР) — педагог, письменник, журналіст, учасник Другої світової війни, має бойові нагороди, заслужений вчитель УРСР. Дід Костянтина, батько Юрія, дід Ярослава Голобородьків.

## Біографія
Народився 11 (23) листопада 1899 року в Новотягинці у сім'ї хліборобів.
У 1921 році закінчив Херсонську учительску семінарію, у 1952 році — Херсонський педагогічний інститут. Працював учителем у рідному селі з 1921 по 1930, а з 1930 — у Станіславській школі, де до 1941 — завучем, а з 1946 по 1967 рік був директором. З 1967 на пенсії. 
У серпні 1941 року добровільно пішов на фронт. У боях під Ростовом зазнав контузії. Брав участь у битві під Сталінградом, боях на території України, Білорусі, Польщі, штурмі Берліна. Після демобілізації у серпні 1945 року повернувся до педагогічної роботи. Член КПРС з 1943 року.
Помер 16 червня 1973 року в Станіславі.

### Громадсько-освітня діяльність
З його ініціативи засновано учнівський драматичний гурток, у 1950-х роках він також створив у школі картинну галерею та історико-краєзнавчий музей. Під враженням від «Педагогической поэмы» у Станіславській школі на початку 1950-х створена перша в Херсонській області учнівська виробнича бригада, досліди на пришкільних ділянках здійснювали учні. Пришкільна майстерня мала у своєму складі учнівську спецбригаду з ремонту сільських будинків. При школі створили теплицю та живий куточок, якими теж опікувались учні. У виступах перед учителями області педагог часто підкреслював, що «виховання у праці, через трудові процеси — річ дуже важлива й не варто ним нехтувати».
У 1961 році херсонський дослідник Михайло Ковальов характеризував навчальний заклад так: «Школа славиться тим, що дає учням глибокі знання з основ наук, прищіплює їм любов і навички до праці. В післявоєнні роки майже всі випускники цієї школи вступали в вузи, бо дійсно мали добру теоретичну підготовку».

### Особистість
Любив творчість І. Франка, М. Коцюбинського, П. Тичини, В. Сосюри, О. Гончара, М. Стельмаха, «цю захопленість передавав своїм вихованцям». Мав власну бібліотеку, яка розміщувалася в кількох кімнатах. Любив високопрофесійну естрадну музику, з насолодою слухав пісні А. Бабаджаняна. За спогадами, Костянтин Йосипович «був постійно відкритим до нового у житті, до талановитих виявів у новому повсякденні; придумував, створював, ініціював нове у діяльності Станіславської середньої школи». Про нього писали як про людину яскравої долі, як про педагога-новатора, якому властиві «широкі і глибокі знання, великий життєвий досвід, кипуча енергія і настирливість у досягненні мети» (М. Ковальов). Був «скромною людиною, поважав людей, вчив власним прикладом». 

### Сім'я та родина
Дружина Антоніна Гаврилівна Голобородько (1915—2003) — вчителька, понад 35 років працювала у Станіславській школі. У 1933 році закінчила Бериславський педагогічний технікум, а в 1946 році заочно — Херсонський педагогічний інститут. Викладала в старших класах українську мову і літературу. Багато сил віддавала естетичному вихованню учнів, розвитку художньої самодіяльності. Педагогічну працю суміщала з журналістською роботою: співпрацювала з районною та обласними газетами, очолювала громадську приймальню газети «Придніпровська зірка» в Станіславі. Удостоєна державних нагород: медалей «За доблесну працю у Великій Вітчизняній війні 1941—1945 рр.», «За трудову доблесть», «Ветеран праці». У 1937 році імена подружжя занесли на Дошку пошани найкращих учителів області. Син — Юрій Костянтинович, невістка Євдокія Петрівна, онуки Костянтин та Ярослав.
Брат Василь працював учителем молодших класів Миколаївської середньої школи Костянтинівського району. Другий брат Павло також мріяв про педагогічну діяльність, але закінчити Бериславське педучилище не зміг, був учасником фінської війни (1939—1940) і Другої світової війни. Загинув у 1941 році під Севастополем.

## Педагогічна та письменницька робота
Розробляв концепцію естетичного виховання, питання педагогіки співробітництва й гуманізації навчально-виховного процесу в школі. Праці друкували з 1930-х років (спочатку в обласній газеті «Наддніпрянська правда»).
Автор журналістських матеріалів та кореспонденції, публіцистичних статей, художніх нарисів та оповідань, опублікованих зокрема у херсонському альманасі «Наддніпрянські зорі» (1957), київському збірнику «Перший заспів» (1961). Співавтор збірок прози «Вчителю наш дорогий...» (Хн., 1961), «Обрії пахнуть вітрами» (О., 1966) (у співавторстві).

### Творчість
Основна тема літературної творчості Костянтина Голобородька — «школа життя». У своїх творах письменник зображував життя й стосунки української школи початку ХХ сторіччя («Призначення»), психологічні особливості громадянської війни («Гроза над Дніпром»), етичні аспекти сучасної школи («Чужий зошит»), процес становлення сильної, вольової особистості («Місце під сонцем»), складність міжособистісних, інтимних стосунків («Весна починається в березні», «Марина»). Був прихильником «реалістичного письма, пройнятого напругою психологізму».

## Нагороди та вшанування
- Два ордени Трудового Червоного Прапора;
- Орден «Знак Пошани»;
- Медаль А. С. Макаренка;
- Заслужений учитель УРСР (1958)[4].| Зовнішні зображення | Зовнішні зображення                                          |
| ------------------- | ------------------------------------------------------------ |
|                     | Зображення меморіальної дошки на стіні рідної школи педагога |

Його ім'ям названо школу (нині — ліцей) та вулицю у Станіславі, на стіні школи встановлено меморіальну дошку.